# Защищённый компьютер

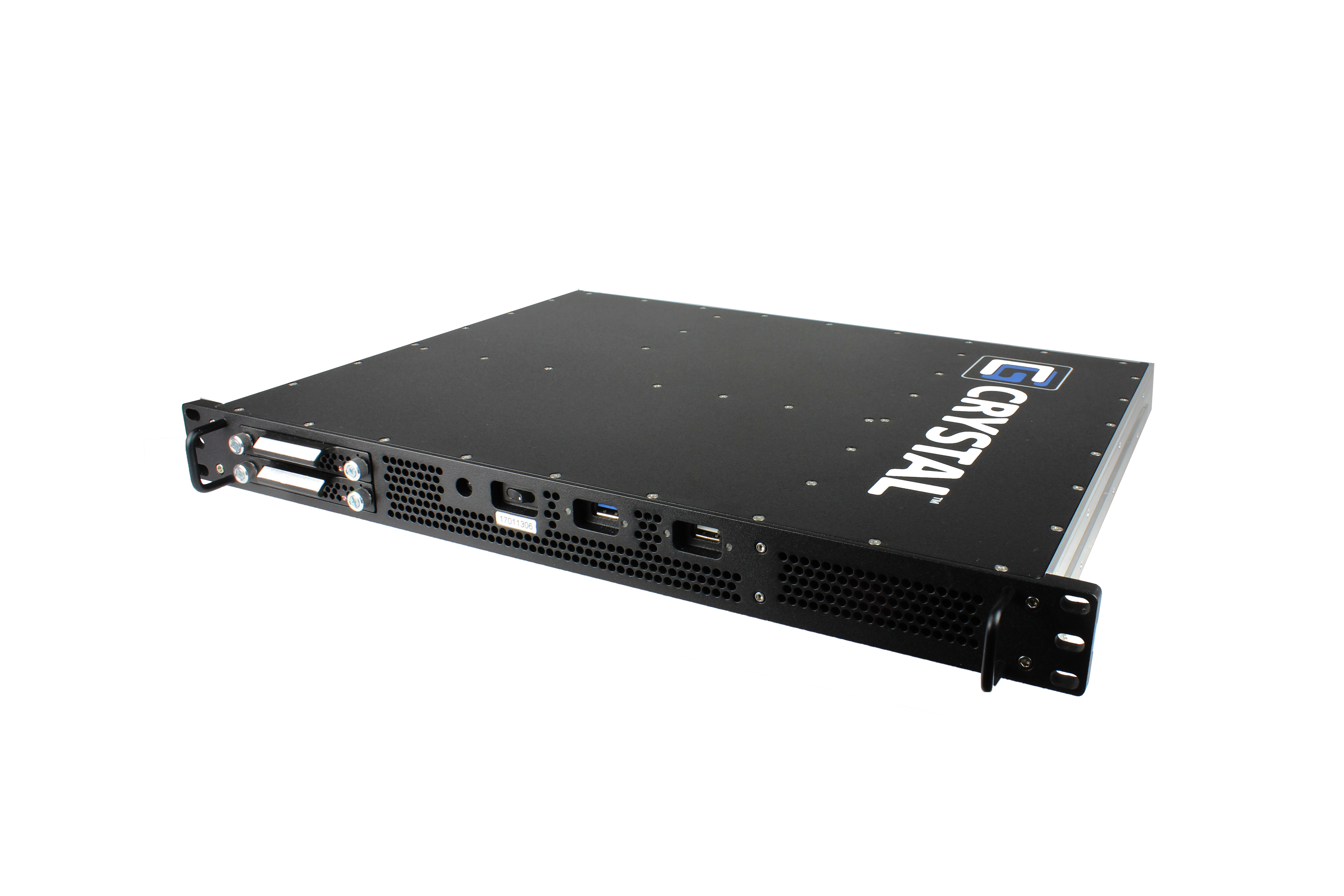
Пример защищённого сертифицированного компьютера MIL-STD-810

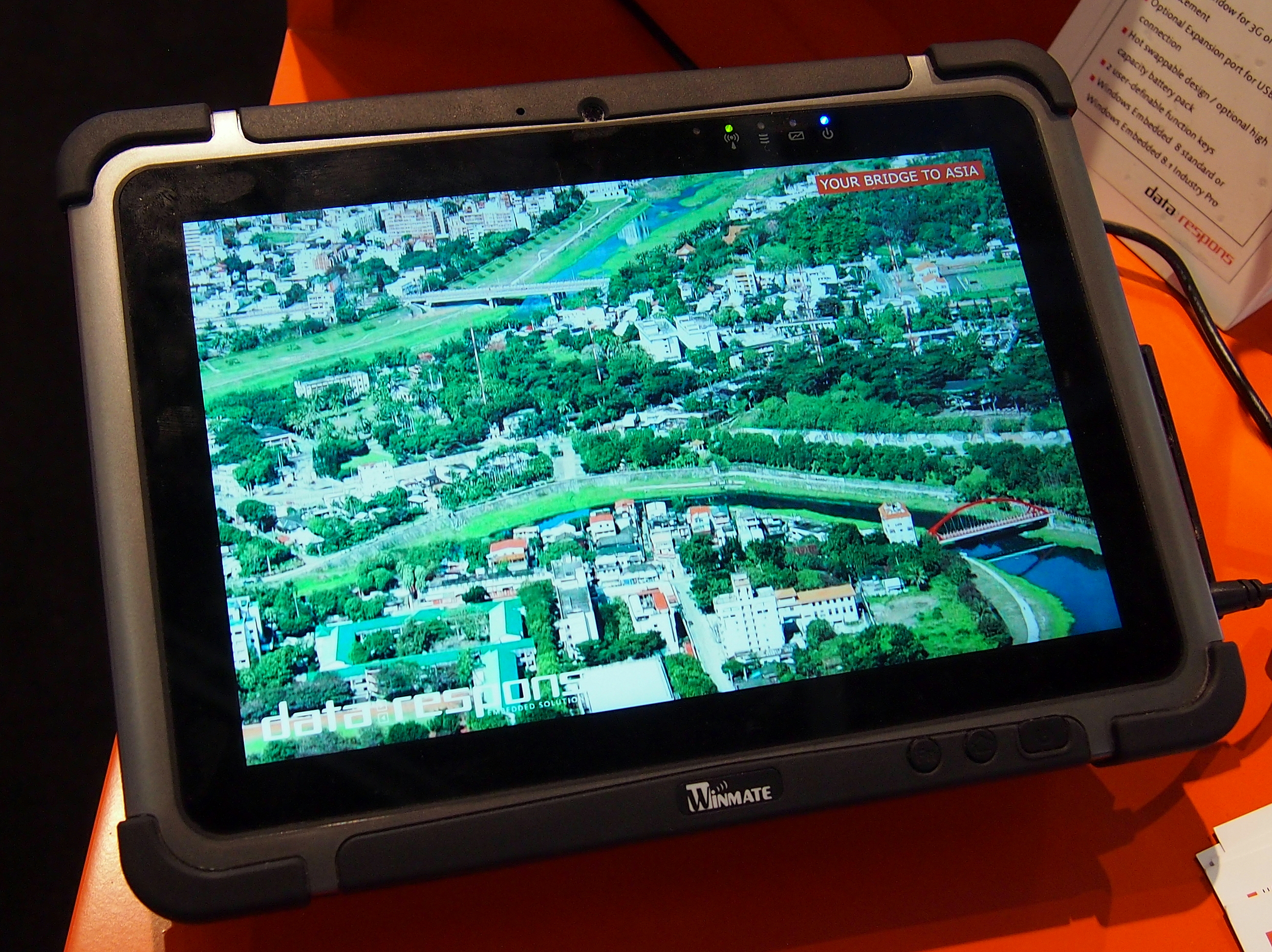
Прочный компьютерный планшет

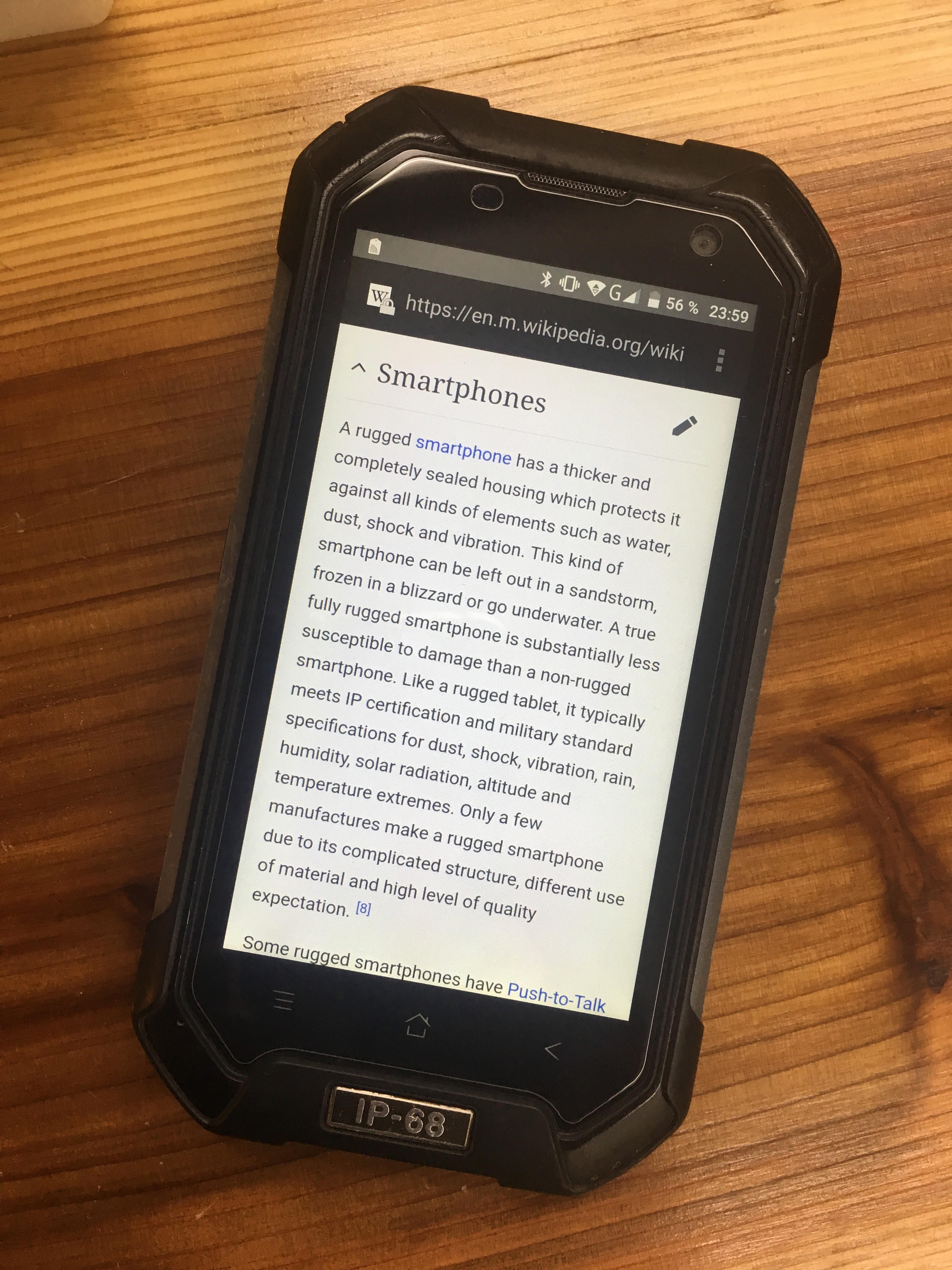
Защищённый смартфон

Компьютер повышенной прочности (иногда защищённый компьютер; англ. Rugged computer) — компьютер, разработанный специально для надёжной работы в жёстких условиях окружающей среды и условиях эксплуатации, таких как сильные вибрации, экстремальные температуры и влажные или пыльные условия. Такие компьютеры разработаны специально для любого вида жёсткой эксплуатации и оснащаются аппаратным обеспечением не только во внешнем корпусе, но и во внутренних компонентах и механизмах, в частности в способе охлаждения. В общем, износоустойчивые и «закалённые» компьютеры (англ. hardened computers) имеют одинаковую конструкцию и уровень надёжности и часто эти термины являются взаимозаменяемыми.
Типичными средами для прочных ноутбуков, планшетных ПК и КПК являются: общественная безопасность, полевые продажи, полевая служба, производство, розничная торговля, здравоохранение, транспортировка, дистрибуция и вооружённые силы. Они используются в сельскохозяйственных отраслях, а также физическими лицами для отдыха или эксплуатации на открытом воздухе.
Частным случаем прочного компьютера является промышленный компьютер.